# براندان يونغ
براندان يونغ (5 مايو 1992 بكيب تاون في جنوب أفريقيا - ) (بالإنجليزية: Brendan Young)‏ هو لاعب كريكت جنوب أفريقي. لعب مع Cape Cobras ‏ وفريق كوازولو ناتال للكريكت ‏ وفريق المحافظة الغربية للكريكت ‏.

## وصلات خارجية
- براندان يونغ على موقع إي آس بي آن كريك إنفو (الإنجليزية)